# Pýlaros
Le dème de Pýlaros, en grec moderne : Δήμος Πυλαρέων, est un ancien dème de l'île Ionnienne de Céphalonie, en Grèce. Depuis 2011, il fait partie du dème de Sámi.
Selon le recensement de 2011, la population du dème de Pýlaros compte 1 391 habitants.